# Jannik Schümann
Jannik Schümann, född 1992 i Hamburg, är en tysk skådespelare. Han är mest känd i Sverige för sin roll i tv-serierna Sisi och Kompisar på nätet samt medverkan i säsong 2 av tv-serien Charité, där han spelar homosexuella Otto Marquardt. I Tyskland är han uppmärksammad för sin roll som transsexuella Helen i tv-filmen "Min son Helen" (Mein Sohn Helen) samt som homosexuell i filmen Center of My World som bygger på boken Die Mitte der Welt av Andreas Steinhöfel. Vidare har han en framträdande roll i prisade tv-filmen "Homevideo" om nätmobbning. December 2020 kom han ut som homosexuell.

## Tv-serier/filmer (urval)
- 2009: Pepparkornen
- 2010: Kompisar på nätet
- 2011: Homevideo med Jonas Nay i huvudrollen.
- 2012: Barbara
- 2013: Spieltrieb
- 2015: Mein Sohn Helen
- 2016: Center of My World
- 2019: Charité
- 2019: De andras hus
- 2019: Close to the Horizon
- 2020: Monster Hunter
- 2021-2024: Sisi (säsong 1-4)